# Sinmiyangyo

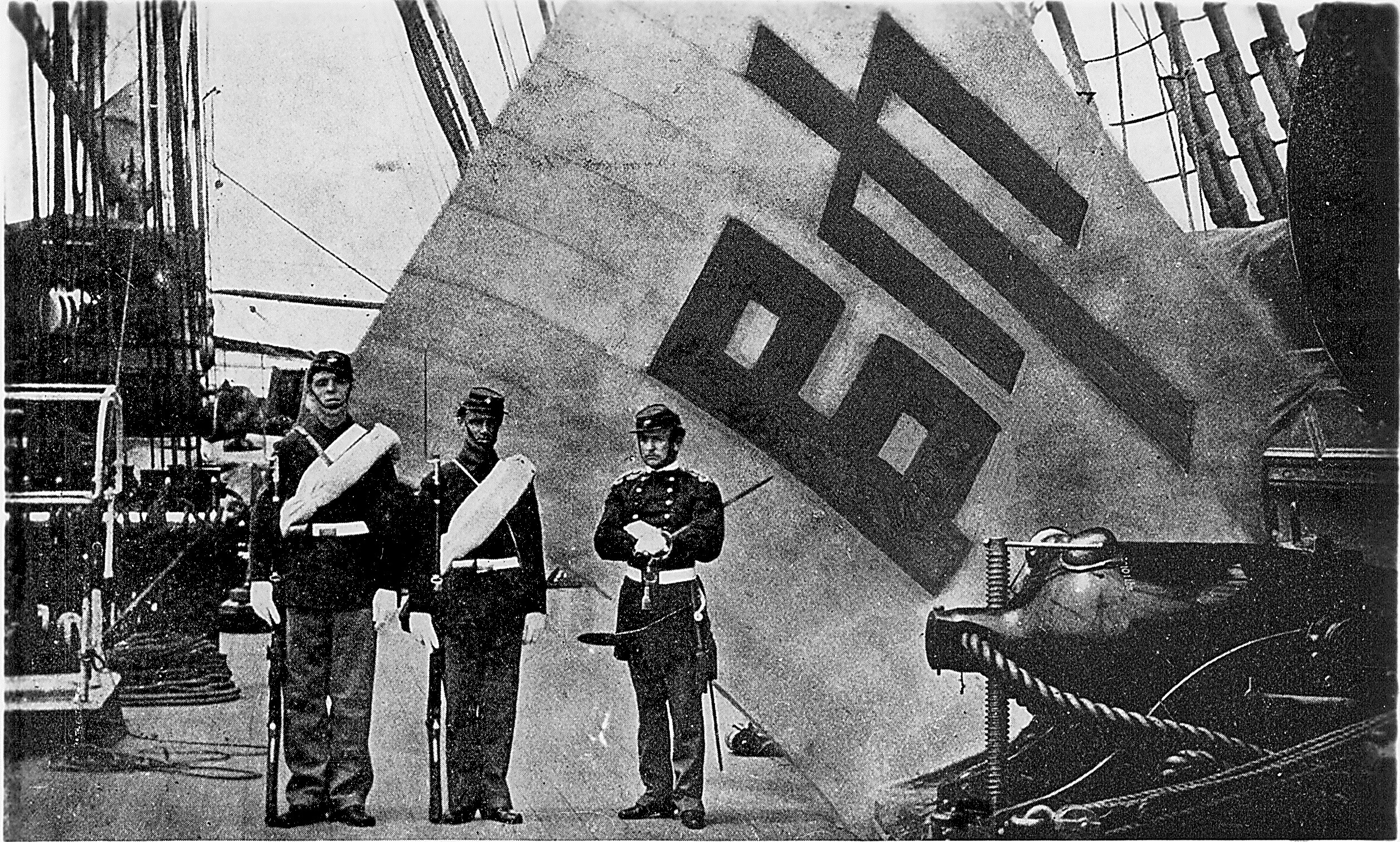
La bandiera Sujagi catturata a bordo della USS Colorado nel giugno 1871

La Shinmiyangyo (신미양요?, 辛未洋擾?, letteralmente "fastidio occidentale dell'anno Sinmi") fu la prima spedizione militare degli Stati Uniti in Corea, avvenuta nel 1871. 

## Storia
La spedizione si sviluppò soprattutto attorno all'isola coreana di Ganghwa, dove si svolse l'omonima battaglia. La ragione della presenza di forze militari americane era di supporto alla delegazione diplomatica inviata in Corea per stabilire relazioni diplomatiche e commerciali.
L'isolazionismo della dinastia Joseon e la sicurezza degli americani portarono ad una serie di incomprensioni, che mutarono lo scopo diplomatico della missione in un conflitto armato. Gli Stati Uniti vinsero il piccolo scontro, ma i coreani rifiutarono di aprire il loro territorio al commercio americano. Le forze inviate in Corea non bastarono per risolvere con la forza il problema, così gli Stati uniti fallirono nell'assicurarsi i loro obiettivi diplomatici.